# San Marino ai Giochi della XXXI Olimpiade
San Marino ha partecipato ai Giochi della XXXI Olimpiade, che si sono svolti a Rio de Janeiro, Brasile, dal 5 al 21 agosto 2016.

## Atletica leggera
| Atleta        | Evento        | Qualificazioni | Qualificazioni | Finale          | Finale          |
| Atleta        | Evento        | Risultato      | Posizione      | Risultato       | Posizione       |
| ------------- | ------------- | -------------- | -------------- | --------------- | --------------- |
| Eugenio Rossi | Salto in alto | 2.17           | 35             | non qualificato | non qualificato |

## Judo
Grazie ad una wild card, San Marino aveva avuto la possibilità di schierare nel judo nella categoria fino a 100 kg : Karim Gharbi; tuttavia l'atleta è stato trovato positivo al dehydrochlormethyltestosterone durante un controllo antidoping. Gharbi è quindi stato definitivamente escluso dalle Olimpiadi.

## Tiro a segno/a volo
Femminile
| Atleta             | Gara | Qualificazione | Qualificazione | Finale      | Finale      |
| Atleta             | Gara | Punteggio      | Classifica     | Punteggio   | Classifica  |
| ------------------ | ---- | -------------- | -------------- | ----------- | ----------- |
| Alessandra Perilli | Trap | 63             | 16°            | non qualif. | non qualif. |
| Arianna Perilli    | Trap | 65             | 13°            | non qualif. | non qualif. |

Maschile
| Atleta        | Gara | Qualificazione | Qualificazione | Finale      | Finale      |
| Atleta        | Gara | Punteggio      | Classifica     | Punteggio   | Classifica  |
| ------------- | ---- | -------------- | -------------- | ----------- | ----------- |
| Stefano Selva | Trap | 102            | 32°            | non qualif. | non qualif. |